# Lago Okanagan
Il lago Okanagan è un lago del Canada, situato nella parte meridionale della provincia della Columbia Britannica. Situato ad un'altezza di 342 metri s.l.m., ha una superficie di 351 km². 
Il principale emissario è il fiume Okanagan, che esce nell'estremità meridionale del lago tramite un canale tra la città di Penticton e il lago Skaha.